# Jamie McMurray
James Christopher „Jamie“ McMurray (* 3. Juni 1976 in Joplin, Missouri) ist ein ehemaliger US-amerikanischer Automobilrennfahrer. Im Jahr 2003 gewann er als bester Neuling der Cup Series den Rookie of the Year Award.

## NASCAR-Karriere

### 1999 bis 2002
Im Jahre 1999 fuhr McMurray fünf Rennen in der NASCAR Craftsman Truck Series, der heutigen Camping World Truck Series, im darauffolgenden Jahr bereits 15 Rennen, bei denen er ein Top-4- und vier Top-10-Ergebnisse einfuhr.
In den Jahren 2001 und 2002 absolvierte er jeweils die komplette Saison in der NASCAR Busch Grand National Series und fuhr den Chevrolet Monte Carlo mit der Startnummer 27 für Brewco Motorsports. Im letztgenannten der beiden Jahre gewann er zwei Rennen und beendete die Meisterschaft als Sechster.
Gleichzeitig ging er im Jahre 2002 in der Top-Division der NASCAR, damals noch als Winston Cup bezeichnet, an den Start und gewann gleich sein zweites Rennen, das UAW-GM Quality 500 auf dem Lowe’s Motor Speedway. Er hält damit den Rekord als Fahrer, der am schnellsten ein NASCAR-Rennen gewinnen konnte.

### 2003 bis 2005
Im Jahr 2003 absolvierte McMurray seine erste volle Saison im Winston Cup im Dodge mit der Startnummer 42 für Chip Ganassi Racing. Er gewann die Auszeichnung als Rookie des Jahres mit 37 Punkten Vorsprung vor Greg Biffle. Er fuhr während der Saison fünf Top-5-Ergebnisse ein und belegte Platz 13 in der Meisterschaft. Da sein Hauptaugenmerk auf dem Winston Cup lag, ging er nicht in allen Rennen der Busch Series an den Start.
In der Saison 2004 wurde McMurray und sein Team mit einem Punktabzug von 25 Punkten bestraft, weil sie beim Food City 500 die im Reglement festgelegten Abmessungen des Wagens nicht eingehalten hatte. Dieser Punktabzug führte dazu, dass er sich nicht für den Chase for the Nextel-Cup qualifizieren konnte, weil im 15 Punkte fehlten. Während der Saison erzielte er 23 Top-10-Ergebnisse, davon zwölf allein in den letzten 14 Rennen. Die Saison beendete er als Elfter in der Meisterschaft, was ihm einen Bonus von einer Million US-Dollar einbrachte. Zudem feierte er in der Saison 2004 einen Sieg in der Craftsman Truck Series.
Am Ende der Saison 2005 verließ er sein Team des Wagens mit der Startnummer 42, um für Roush Fenway Racing an den Start zu gehen. Zunächst bestand Chip Ganassi felsenfest darauf, McMurray nicht für die Saison 2006 gehen zu lassen, entließ ihn aber am 7. November 2005 aus seinem noch bestehenden Vertrag. Ursprünglich war vorgesehen, dass McMurray den Ford mit der Startnummer 6 von Mark Martin in der Saison 2007 übernehmen sollte. Aber nachdem Kurt Busch vorzeitig das Team wechselte und Martin sich entschloss, auch noch die Saison 2006 für Roush zu fahren, übernahm McMurray den Wagen mit der Startnummer 97 von Kurt Busch, der anschließend die neue Startnummer 26 bekam.

### 2006 bis 2009 (Roush Fenway Racing)

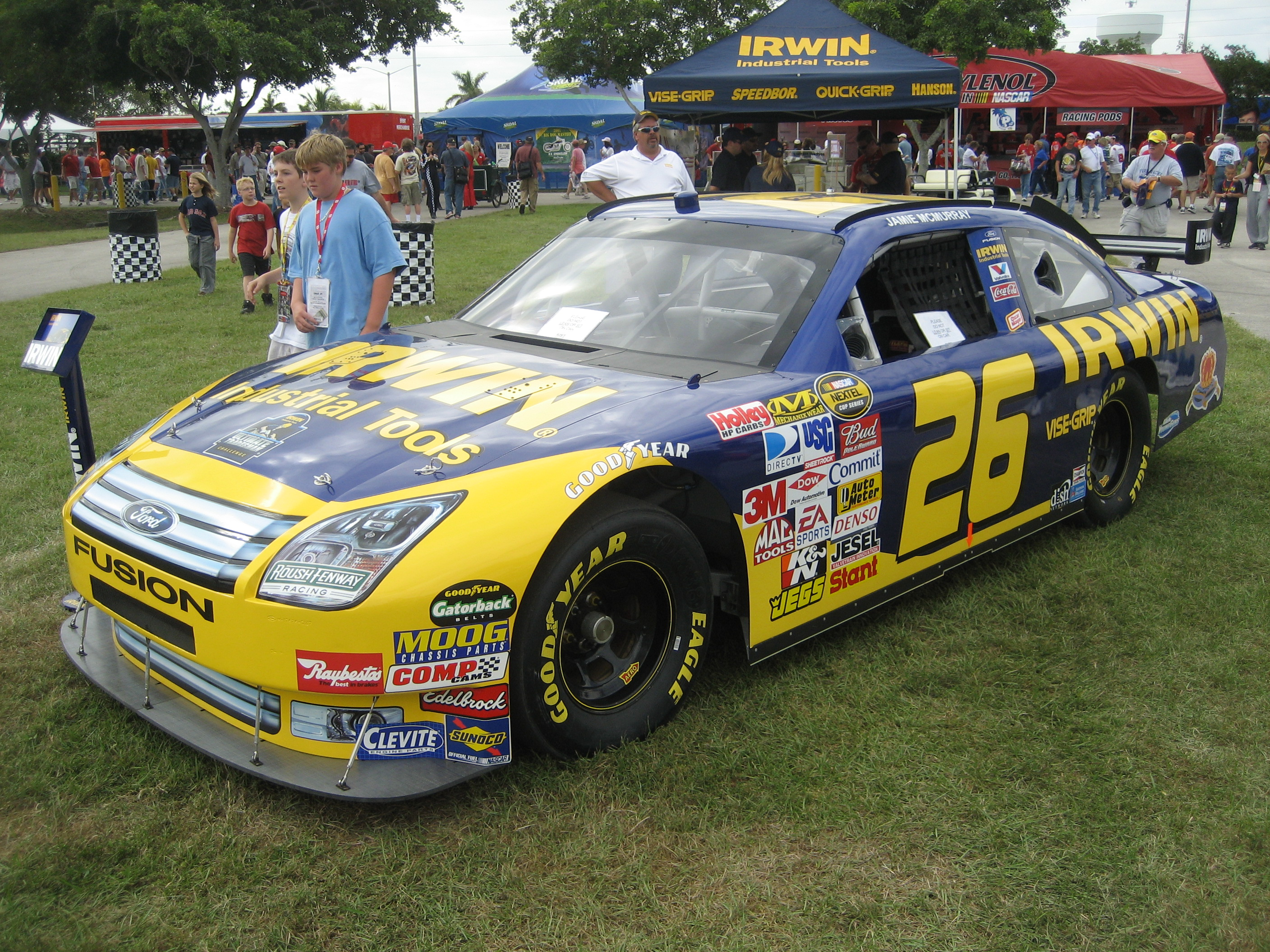
McMurray's Roush Wagen 2007

Im April 2006 beförderte Jack Roush Crew Chief von Wagen Nr. 26 Jimmy Fenning zum Teamleiter. Bob Osborne, der zuvor Crew Chief für Carl Edwards war, wurde zum neuen Crew Chief von McMurray benannt. Das beste Ergebnis in dieser Saison war für McMurray ein zweiter Platz auf dem Dover International Speedway. Er beendete die Saison auf Rang 25 der Gesamtwertung.
Die Saison 2007 begann McMurray mit seinem neuen Crew Chief Larray Carter. Am 7. Juli gewann er das Pepsi 400 auf dem Daytona International Speedway mit einem Vorsprung von 0,004 Sekunden vor Kyle Busch. Das Fotofinish war die knappste Entscheidung in der Geschichte der Rennstrecke und das zweitknappste seit Einführung der elektronischen Zeitenmessung.
Auch in den Jahren 2008 und 2009 pilotierte er den Ford mit der Startnummer 26 für Roush Fenway Racing, blieb jedoch im Gegensatz zu seinen Teamkollegen eher unauffällig. Er erzielte in den genannten Jahren nur fünf Top-5-Platzierungen und gewann mit dem Amp Energy 500 des Jahres 2009 auch nur ein Rennen. Da Roush Fenway Racing zum Ende der Saison 2009 eines seiner fünf Teams auflösen musste, verlor McMurray seinen Platz in der Startnummer 26.

### Ab 2010 (Chip Ganassi Racing)

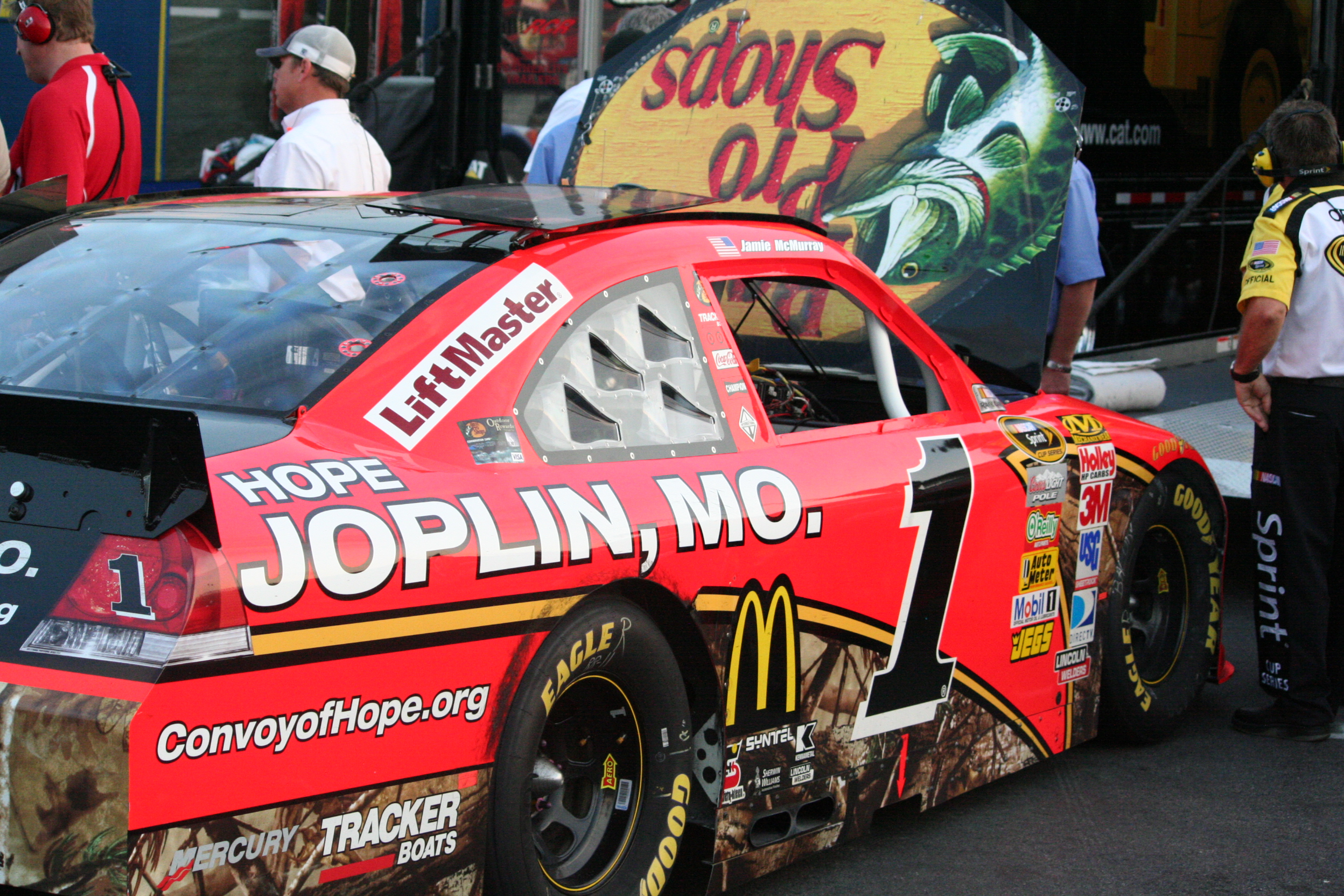
McMurray's Wagen für das Coca-Cola 600 2011, die Lackierung unterstützte seine Heimatstadt Joplin, die durch einen Tornado teilweise zerstört worden war

Zu Beginn der Saison 2010 kehrte McMurray zu Chip Ganassi Racing, damals Earnhardt Ganassi Racing, zurück. Dabei gewann er gleich in seinem ersten Punktrennen, dem prestigeträchtigen Daytona 500. Im Verlauf der Saison zeigte McMurray teilweise wesentlich bessere Leistungen als in den Vorjahren. Am 25. Juli 2010 siegte er im Allstate 400 at the Brickyard auf dem Indianapolis Motor Speedway, er war damit erst der dritte Fahrer, der das Daytona 500 und das Brickyard 400 im selben Jahr gewinnen konnte. Trotz mehrerer Top-10-Ergebnisse verpasste er den Einzug in den Chase, er gewann jedoch noch das Chase-Rennen in Charlotte und beendete die Saison mit drei Siegen auf dem 14. Gesamtrang.
In den nächsten Saisons konnte er nicht an den Erfolg von 2010 anknüpfen, 2011 wurde er mit vier Top-10-Platzierungen 27. der Gesamtwertung, 2012 erreichte er mit 3 Top-10s den 21. Platz.
Die Saison 2013 begann er schwach, konnte sich aber schnell steigern. Das von der Punktewertung ausgeschlossene Sprint Showdown-Rennen konnte er gewinnen, im Oktober gewann er in Talladega. Er qualifizierte sich für den Chase und beendete die Saison auf dem 15. Platz.
2014 konnte er das Sprint All-Star-Race gewinnen, die Saison beendete er mit 13 Top-10-Ergebnissen als 18.
In den Jahren 2015 und 2016 gelangen ihm keine Siege mehr, er konnte sich jedoch beide Male für den Chase qualifizieren und die Saison auf dem 13. Platz beenden.

### Andere Rennveranstaltungen
2014 wurde angekündigt, das McMurray für Chip Ganassi Racing beim 24-Stunden-Rennen von Daytona in einem Daytona Prototypen antritt. Im nächsten Jahr konnte er das Rennen zusammen mit Tony Kanaan, Scott Dixon und seinem NASCAR-Teamkollegen Kyle Larson gewinnen. Er war nach damit nach A. J. Foyt und Mario Andretti erst der dritte Fahrer, der das Daytona 500 sowie das 24-Stunden-Rennen gewinnen konnte. 2016 trat er wieder in der gleichen Teamkonstillation an.

## Sonstiges
McMurray ist verheiratet und hat zwei Kinder.
Er hatte Auftritte bei MTV’s Cribs, The West Wing – Im Zentrum der Macht und NASCAR: Driven to Win auf The Biography Channel.

## Gewonnene Rennen

### Cup Series (7 Siege)
- 2002 (1 Sieg) UAW-GM Quality 500 (Charlotte)
- 2007 (1 Sieg) Pepsi 400 (Daytona)
- 2009 (1 Sieg) Amp Energy 500 (Talladega)
- 2010 (3 Siege) Daytona 500 (Daytona), Brickyard 400 (Indianapolis), Bank of America 500 (Charlotte)
- 2013 (1 Sieg) Camping World RV Sales 500 (Talladega)

### Busch (Grand National) / Nationwide Series (8 Siege)
- 2002 (2 Siege) Aaron’s 312 (Atlanta), Sam’s Club 200 (Rockingham)
- 2003 (2 Siege) Rockingham 200 (Rockingham), Target House 200 (Rockingham)
- 2004 (3 Siege) Goody’s Headache Powder 200 (Rockingham), Bashas’ Supermarkets 200 (Phoenix), Bi-Lo 200 (Darlington)
- 2010 (1 Sieg) Great Clips 300 (Atlanta)

### Craftsman Truck Series (1 Sieg)
- 2004 (1 Sieg) Kroger 200 (Martinsville)